# سارة برات
سارة برات (بالفرنسية: Sarah Pratt)‏ هي ممثلة فرنسية، ولدت في 1966.

## وصلات خارجية
- سارة برات على موقع IMDb (الإنجليزية)
- سارة برات على موقع قاعدة بيانات الفيلم (الإنجليزية)